# Drimia cremnophila
Drimia cremnophila är en sparrisväxtart som beskrevs av Van Jaarsv. Drimia cremnophila ingår i släktet Drimia och familjen sparrisväxter. Inga underarter finns listade i Catalogue of Life.